# Campionati mondiali di sollevamento pesi 2023 - 96 kg maschile
Le gare di sollevamento pesi della categoria fino a 96 kg maschile — pesi mediomassimi — dei campionati mondiali del 2023 si sono svolte dal 12 al 13 settembre 2023 a Riad presso la Green Hall del Prince Faisal bin Fahad Olympic Complex.

## Programma
L'orario indicato corrisponde a quello saudita (UTC+03:00)
| Data              | Orario | Evento   |
| ----------------- | ------ | -------- |
| 12 settembre 2023 | 20:30  | Gruppo C |
| 13 settembre 2023 | 14:00  | Gruppo B |
| 13 settembre 2023 | 16:30  | Gruppo A |

## Medagliati
Per ciascun esercizio, i primi tre classificati sono i seguenti:
| Esercizio | Oro            | Oro    | Argento        | Argento | Bronzo         | Bronzo |
| --------- | -------------- | ------ | -------------- | ------- | -------------- | ------ |
| Strappo   | Qasim Al-Lami  | 175 kg | Karim Abokahla | 174 kg  | Won Jong-beom  | 172 kg |
| Slancio   | Karim Abokahla | 213 kg | Won Jong-beom  | 212 kg  | Mahmoud Hassan | 209 kg |
| Totale    | Karim Abokahla | 387 kg | Won Jong-beom  | 384 kg  | Qasim Al-Lami  | 379 kg |

## Record
Prima di questa competizione, i record mondiali esistenti erano i seguenti:
| Record mondiale | Strappo | Lesman Paredes | 187 kg | Tashkent, Uzbekistan  | 14 dicembre 2021 |
| Record mondiale | Slancio | Tian Tao       | 231 kg | Tokyo, Giappone       | 7 luglio 2019    |
| Record mondiale | Totale  | Sohrab Moradi  | 416 kg | Aşgabat, Turkmenistan | 7 novembre 2018  |

## Risultati
| Pos. | Atleta                     | Gr. | Peso atleta | Strappo (kg) | Strappo (kg) | Strappo (kg) | Strappo (kg) | Slancio (kg) | Slancio (kg) | Slancio (kg) | Slancio (kg) | Totale |
| Pos. | Atleta                     | Gr. | Peso atleta | 1            | 2            | 3            | Pos.         | 1            | 2            | 3            | Pos.         | Totale |
| ---- | -------------------------- | --- | ----------- | ------------ | ------------ | ------------ | ------------ | ------------ | ------------ | ------------ | ------------ | ------ |
|      | Karim Abokahla (EGY)       | A   | 95.81       | 169          | 172          | 174          |              | 208          | 208          | 213          |              | 387    |
|      | Won Jong-beom (KOR)        | A   | 95.91       | 167          | 172          | 172          |              | 209          | 211          | 212          |              | 384    |
|      | Qasim Al-Lami (IRQ)        | A   | 96.00       | 170          | 173          | 175          |              | 201          | 204          | 206          | 7            | 379    |
| 4    | Mahmoud Hassan (EGY)       | A   | 94.30       | 161          | 161          | 165          | 13           | 201          | 207          | 209          |              | 374    |
| 5    | Amir Hoghoughi (IRI)       | A   | 96.00       | 166          | 169          | 170          | 11           | 206          | 210          | 212          | 5            | 372    |
| 6    | Hakob Mkrtchyan (ARM)      | A   | 95.43       | 164          | 168          | 168          | 14           | 208          | 208          | 216          | 4            | 372    |
| 7    | Yeison López (COL)         | B   | 90.62       | 160          | 167          | 171          | 4            | 200          | 200          | 205          | 11           | 371    |
| 8    | Jhor Moreno (COL)          | A   | 95.49       | 165          | 170          | 173          | 6            | 201          | 205          | 205          | 10           | 371    |
| 9    | Pavel Khadasevich (AIN)    | A   | 96.00       | 167          | 171          | 171          | 8            | 202          | 205          | 205          | 9            | 369    |
| 10   | Davit Hovhannisyan (ARM)   | A   | 95.93       | 168          | 172          | 172          | 7            | 200          | 200          | 212          | 12           | 368    |
| 11   | Assylzhan Bektay (KAZ)     | A   | 93.83       | 160          | 165          | 169          | 12           | 195          | 201          | 203          | 8            | 368    |
| 12   | Boady Santavy (CAN)        | B   | 92.93       | 160          | 166          | 169          | 10           | 186          | 192          | 196          | 13           | 362    |
| 13   | Mohammad Zarei (IRI)       | A   | 95.30       | 160          | 166          | 167          | 9            | 193          | 201          | 201          | 15           | 360    |
| 14   | Sunnatilla Usarov (UZB)    | B   | 96.00       | 163          | 163          | 171          | 15           | 190          | 190          | 196          | 17           | 353    |
| 15   | Brandon Vautard (FRA)      | B   | 95.89       | 142          | 147          | 147          | 23           | 200          | 205          | 205          | 6            | 352    |
| 16   | Redon Manushi (FRA)        | B   | 95.24       | 158          | 162          | 162          | 16           | 181          | 185          | 188          | 19           | 350    |
| 17   | Amel Atencia (PER)         | C   | 92.61       | 150          | 155          | 155          | 20           | 180          | 186          | 192          | 16           | 342    |
| 18   | Cyrille Tchatchet (GBR)    | B   | 96.00       | 150          | 154          | 154          | 21           | 189          | 195          | 198          | 18           | 339    |
| 19   | Forrester Osei (GHA)       | C   | 95.41       | 140          | 145          | 151          | 18           | 180          | 186          | 193          | 20           | 337    |
| 20   | Lukas Kordušas (LTU)       | C   | 95.53       | 141          | 146          | 150          | 24           | 173          | 178          | 182          | 21           | 328    |
| 21   | Asem Al-Sallaj (JOR)       | C   | 95.86       | 137          | 137          | 145          | 25           | 177          | 183          | 185          | 22           | 314    |
| 22   | Vishal Sing Bist (NEP)     | C   | 94.59       | 120          | 126          | 133          | 26           | 155          | 162          | 165          | 23           | 291    |
| 23   | James Daley (JAM)          | C   | 95.02       | 104          | 108          | 110          | 27           | 130          | 135          | 135          | 24           | 243    |
| —    | Şahzadbek Mätýakubow (TKM) | B   | 96.00       | 163          | 163          | 164          | —            | 187          | 193          | 201          | 14           | —      |
| —    | Sarat Sumpradit (THA)      | B   | 95.66       | 170          | 175          | 180          | 5            | 205          | —            | —            | —            | —      |
| —    | José López (MEX)           | B   | 95.75       | 147          | 152          | 155          | 17           | 195          | 195          | 196          | —            | —      |
| —    | Theodoros Iakovidis (GRC)  | B   | 91.90       | 151          | 151          | 155          | 19           | 180          | 181          | 185          | —            | —      |
| —    | Alisher Seitkazy (KAZ)     | B   | 95.93       | 150          | 150          | 157          | 22           | 190          | 190          | —            | —            | —      |
| —    | Nathan Damron (USA)        | B   | 93.54       | —            | —            | —            | —            | —            | —            | —            | —            | —      |